# غالان
الغالان (أو ثلاثي هيدريد الغاليوم) مركب لاعضوي لعنصر الغاليوم، وهو ينتمي إلى مجموعة الهيدريدات. للمركب الصيغة الكيميائية GaH3.

## التحضير
يحضر هذا المركب ضمن شروط خاصة وذلك على شكل مركب وسطي في الطور الغازي عند درجات حرارة منخفضة (3.5 كلفن)، وذلك من تفاعل ذرات الغاليوم المنتزعة من العنصر بأشعة الليزر مع الهيدروجين، كما يستحصل أيضاً من ثنائي الغالان.

## الخواص
يمثل الغلان أبسط مركبات هيدريدات الغاليوم. وبينت الدراسات بمطيافية الأشعة تحت الحمراء أن للمركب بنية جزيئية مستوية ثلاثية؛ ويقع طول الرابطة Ga-H في المركب في مجال بين 155.7 - 158.7 بيكومتر.